# St Leonards (Dorset)
St Leonards – wieś w Anglii, w hrabstwie Dorset. Leży 45 km na wschód od miasta Dorchester i 141 km na południowy zachód od Londynu.